# Parafia Najświętszego Serca Pana Jezusa w Łobozewie Górnym
Parafia Najświętszego Serca Pana Jezusa w Łobozewie Górnym − parafia rzymskokatolicka znajdująca się w archidiecezji przemyskiej, w dekanacie Solina.

## Historia
Wieś Łobozew była w 1526 roku lokowana na prawie wołoskim. W połowie XIX wieku zbudowano drewniany kościół, który od 1884 roku był wzmiankowany w schematyzmach diecezjalnych. W 1887 roku kościół został przebudowany i poświęcony. 
W 1913 roku została erygowana ekspozytura, z wydzielonego terytorium parafii Jasień. Od 1926 roku ekspozytura stała się z samodzielną parafią.
W 1945 roku po ustaleniu nowej granicy państwowej, Łobozew został podzielony na Łobozew Górny z kościołem po stronie ZSRR i Łobozew Dolny po stronie Polskiej. W 1951 roku Łobozew Górny na podstawie umowy o wymianie terytorium pomiędzy PRL i ZSRR, powrócił do Polski. Kościół został przyłączony do parafii w Uhercach Mineralnych. W 1959 roku dekretem bpa Franciszka Bardy parafia w Łobozewie Górnym została ponownie erygowana. W 1992 roku oddano do użytku nową plebanię. 
Kościół w parafialny jest jednonawowy, o konstrukcji zrębowej, dach dwukalenicowy. Strop wklęsły, w kształcie odwróconego kadłuba łodzi, po bokach płaski. Okna zamknięte łukiem ostrym. Wyposażenie współczesne poza krzyżem procesyjnym z XIX wieku. W pobliżu kościoła dzwonnica drewniana konstrukcji słupowe, szalowana deskami.
Na terenie parafii jest 530 wiernych (w tym: Łobozew Górny – 452, Daszówka – 37, Teleśnica Oszwarowa – 185).
Proboszczowie parafii:
1913–1922. ks. Antoni Cząstka (ekspozyt).
1922–1933. ks. Ignacy Ciebera (do 1926 ekspozyt).
1933–1944. ks. Stanisław Papczyński.
1959–1962. ks. Tadeusz Lepak.
1962–1967. ks. Stanisław Sondej.
1967–1998. ks. Jan Wilusz.
1998–2005. ks. Jan Szaro.
2005–2008. ks. Adam Dziadowicz.
2008–2015. ks. Piotr Wojnar.
2015–2022. ks. Zenon Ścirko.
2022– nadal ks. Edward Grabarz.

## Kościół filialny
W 1985 roku w Teleśnicy Oszwarowej zbudowano drewniany kościół filialny, według projektu arch. Jana Rządcy. 10 sierpnia 1985 roku bp Ignacy Tokarczuk poświęcił pw. Matki Bożej Częstochowskiej. 
W 2002 roku rozpoczęto budowę murowanego kościoła filialnego w Teleśnicy Oszwarowej, który 21 sierpnia 2004 roku został poświęcony przez abpa Józefa Michalika.